# Syncrangon angusticauda
Syncrangon angusticauda is een garnalensoort uit de familie van de Crangonidae. De wetenschappelijke naam van de soort werd als Crangon angusticauda in 1844 gepubliceerd door De Haan.